# Luj I., vojvoda Anjoua
Ovo je članak o vojvodi Anjoua. Za ugarskog kralja, pogledajte Ludovik I. Anžuvinac.
Luj/Ludovik (francuski Louis; 23. srpnja 1339. — 20. rujna 1384.) bio je francuski princ, sin Ivana II. Francuskog i njegove prve supruge, Bonne Češke. Pripadnik dinastije Valois, Luj je imao neuspješnu „karijeru”.

## Naslovi
Luj je bio grof Anjoua, ali otac ga je imenovao vojvodom. Godine 1356., Luj je postao grof Anjoua i Mainea. Luj je također bio grof Provanse te naslovni napuljski kralj (1382. — 1384.).

## Brak
Grof Luj oženio se Marijom od Bloisa te su ovo njihova djeca:
- Marija
- Luj II.
- Karlo, grof Roucyja i Giena

Lujev sin Luj II. postao je Ludovik II., kralj Napulja. Ludovik je bio rival hrvatskog kralja Ladislava, koji je prodao Dalmaciju Mlecima.
| Pretendentske titule                  | Pretendentske titule                | Pretendentske titule                  |
| ------------------------------------- | ----------------------------------- | ------------------------------------- |
| prethodnik Ivana I., kraljica Napulja | — NASLOVNA TITULA — napuljski kralj | nasljednik Ludovik II., kralj Napulja |